# Hajime Moriyasu
Hajime Moriyasu (森保 一, Moriyasu Hajime, Kakegawa, 23 augustus 1968) is een Japans voetbalcoach en voormalig voetballer. Hij is sinds 2018 bondscoach van het Japans voetbalelftal.

## Clubcarrière
Moriyasu speelde tussen 1987 en 2003 voor Sanfrecce Hiroshima en Kyoto Purple Sanga en Vegalta Sendai.

## Interlandcarrière
Moriyasu debuteerde in 1992 in het Japans nationaal elftal en speelde 35 interlands, waarin hij één keer scoorde.

## Statistieken
| Japans voetbalelftal | Japans voetbalelftal | Japans voetbalelftal |
| Jaar                 | Wed.                 | Dlp.                 |
| -------------------- | -------------------- | -------------------- |
| 1992                 | 7                    | 0                    |
| 1993                 | 15                   | 0                    |
| 1994                 | 4                    | 0                    |
| 1995                 | 6                    | 0                    |
| 1996                 | 3                    | 1                    |
| Totaal               | 35                   | 1                    |